# 波尼亞蒂夫卡 (敖德薩州)
46°54′17″N 30°10′2″E / 46.90472°N 30.16722°E
波尼亞蒂夫卡（羅馬化：Poniativka）是位於烏克蘭西南部的村莊，由敖德萨州羅茲季利納區的羅茲季利納市鎮負責管轄。該村始建於1848年，面積2.2平方公里，海拔高度108米，2001年人口864，人口密度每平方公里393.62人。